# Iván Iglesias
Iván Iglesias Corteguera (Gijón, 16 dicembre 1971) è un ex calciatore spagnolo, di ruolo centrocampista.